# Juan Zapata
Juan Manuel Zapata Zumaque (ur. 19 maja 2000 w Chigorodó) – kolumbijski piłkarz występujący na pozycji środkowego pomocnika, od 2024 roku zawodnik Atlético Nacional.